# Administrador Geral de Fernando de Noronha
O Administrador Geral de Fernando de Noronha, é o ofício que substituiu ao de governador, criado em 1988. A atual administradora geral é Thallyta Figueirôa.

## Funções
As funções atribuídas ao administrador geral de acordo com a lei 11.304, de 28 de Dezembro de 1995, diz que os poderes de Administrador Geral são:
- Representar o Distrito Estadual de Fernando de Noronha, ativa e passivamente, em juízo ou fora dele, podendo firmar contratos, convênios, acordo e ajustes voltados ao cumprimento dos objetivos institucionais da autarquia, bem como nomear mandatários ou procuradores com poderes específicos.
- Adotar as medidas necessárias ao pleno exercício das competências, prerrogativas e atribuições do Distrito Estadual e da sua Administração Geral, previstas em Lei e nos regulamentos próprios.
- Superintender, coordenar e fiscalizar as atividades e a execução dos programas de trabalho dos órgãos subordinados.
- Exercer o poder normativo no âmbito da administração autárquica, expedindo para tanto decretos distritais, portarias, instruções e outros atos administrativos, dando-lhes publicidade.
- Superintender, coordenar e acompanhar a elaboração dos planos, programas e demais instrumentos de planejamento para a ação governamental, competindo-lhes aprovar: O Plano Plurianual, atendidos os critérios e diretrizes de elaboração dos planos plurianuais do Estado; o Plano Operativo Anual, integrante do plano anual da Administração Estadual; as propostas do Distrito Estadual para os orçamentos anuais e plurianual e para a Lei de Diretrizes Orçamentárias.
- Administrar e zelar pela boa guarda, manutenção e conservação do patrimônio e dos bens públicos distritais.
- Autorizar o uso dos bens públicos da autarquia, por terceiros, através de atos de permissão ou contratos de concessão de direito real de uso, nos termos desta Lei.
- Autorizar, permitir ou conceder a prestação dos serviços públicos locais, por particulares, na forma da presente Lei.
- Fixar as tarifas e preços dos serviços públicos locais: Arrecadação das receitas próprias decorrentes da cobrança dos tributos e preços públicos de competência distrital; realização da despesa na forma das leis orçamentárias e das normas de contabilidade pública, com a devida observância dos processos de licitação; apresentação dos balancetes mensais e das demonstrações financeiras anuais ao Governador do Estado, ao Conselho Distrital e aos órgãos do controle interno e externo do Poder Executivo.
- Prestar a Assembleia Legislativa do Estado e ao Conselho Distrital, sempre que solicitado e no prazo máximo de quinze dias, as informações necessárias a apuração de atos e fatos vinculados à atividade administrativa, apresentando, quando requeridos, os documentos solicitados;
- Convocar extraordinariamente o Conselho Distrital para deliberar sobre matéria de urgência e de relevante interesse público, ou perante o Conselho comparecer, sempre que convocado, para audiência pública ou reservada.
- Enviar anualmente, até o dia quinze de março de cada ano, ao Governador do Estado e ao Conselho Distrital, relatório circunstanciado das atividades desenvolvidas pela Administração Geral, acompanhado dos demonstrativos da execução orçamentária do exercício correspondente.
- Propor ao Governador do Estado a adoção de medidas e providências na área de sua competência específica, no sentido de preservação do interesse público e do cumprimento da finalidade e atribuições da Administração Geral, inclusive para iniciativa de projetos de lei para disciplina de matérias relativas a: Limitações e restrições administrativas a serem aplicadas aos particulares residentes ou em trânsito no Arquipélago de Fernando de Noronha; limitações e controle do fluxo turístico e migratório; exercício do poder de polícia ambiental, fiscalização e repressão aos atos e atividades nocivos ou contrários ao patrimônio natural, e aplicação das penalidades definidas na legislação ambiental estadual e federal; disciplina do uso, exploração e ocupação do solo e dos bens públicos distritais; matéria administrativa, tributária, financeira e orçamentária; regime jurídico dos servidores públicos distritais; criação e extinção de cargos públicos, implantação de planos de cargos e carreiras, fixação e aumento da remuneração dos servidores públicos distritais.
- Prover os cargos públicos efetivos do Distrito Estadual, na forma da Lei.
- Expedir os atos referentes à situação funcional e movimentação dos servidores distritais, inclusive aqueles relativos à aposentadoria, ao exercício do poder disciplinar e aos processos, inquéritos e sindicâncias administrativas.
- Designar servidores autárquicos ou à disposição para o exercício de funções gratificadas ou para integrar grupos especiais de trabalho.
- Autorizar a abertura de processos de licitação, homologar seus resultados e decidir os recursos interpostos.
- Definir os feriados distritais e o calendário de eventos e festividades promovidas pela Administração Geral do Distrito Estadual.

## Lista de administradores gerais
O administrador-geral é nomeado pelo governador, mediante a aprovação da Assembleia Legislativa de Pernambuco.
| Nº | Nome                                | Imagem | Início do mandato      | Fim do mandato         | Observações |
| -- | ----------------------------------- | ------ | ---------------------- | ---------------------- | ----------- |
| 1  | Cláudio Marinho                     |        | outubro de 1988        | 1989                   | Nomeado     |
| 2  | Roberto Chave Pandolfi              |        | 1989                   | 1990                   | Nomeado     |
| 3  | Bruno Ribeiro                       |        | 1990                   | abril de 1990          | Nomeado     |
| 4  | Eduardo Pragana                     |        | abril de 1990          | março de 1991          | Nomeado     |
| 5  | Domício Alves Cordeiro              |        | março de 1991          | junho de 1994          | Nomeado     |
| 6  | José Maria Cavalcanti de Oliveira   |        | junho de 1994          | janeiro de 1995        | Nomeado     |
| 7  | Elias Gomes da Silva                |        | janeiro de 1995        | julho de 1996          | Nomeado     |
| 8  | Tadeu Lourenço de Lima              |        | julho de 1996          | 1998                   | Nomeado     |
| 9  | Sérgio José Salles Vaz              |        | 1998                   | abril de 2003          | Nomeado     |
| 10 | Edrise Aires Fragoso                |        | abril de 2003          | 15 de janeiro de 2007  | Nomeado     |
| 11 | Romeu Neves Baptista                |        | 16 de janeiro de 2007  | 4 de maio de 2014      | Nomeado     |
| 12 | Reginaldo Valença dos Santos Júnior |        | 4 de maio de 2014      | 15 de julho de 2015    | Nomeado     |
| 13 | Alexandre Campelo                   |        | 15 de julho de 2015    | 23 de setembro de 2015 | Nomeado     |
| 14 | Luís Eduardo Antunes                |        | 23 de setembro de 2015 | 12 de janeiro de 2018  | Nomeado     |
| 15 | Plínio Pimentel                     |        | 12 de janeiro de 2018  | 12 de julho de 2018    | Nomeado     |
| 16 | Guilherme Rocha                     |        | 12 de julho de 2018    | 17 de janeiro de 2023  | Nomeado     |
| 17 | Thallyta Figueirôa                  |        | 17 de janeiro de 2023  | Incumbente             | Nomeado     |